# Ібрагім II Богра-хан
Ібрагім II Богра-хан (д/н — 1156) — 9-й каган Східно-Караханідського ханства у 1128—1156 роках. Повне ім'я Рукн ад-Дун'я ва-д-Дін Ібрагім.

## Життєпис
Походив з гасанідської гілки династії Караханідів. Син Ахмада Арслан-хана II, кагана Східнокараханідського ханства. Посів трон 1128 року.
В цей час тривала війна з киданями на чолі із Єлу Даші. Після перших успіхів на бік останнього перейшло декілько залежних від Караханідів племен. В кампаніях 1130—1133 років Ібрагім II зазнав низки поразок. Лише у 1131 році вдалося відбити черговий напад на Кашгар. 1132 року Ібрагім II скористався слабкістю Західнокараханідського ханства захопив його столицю Самарканд, де був оголошений великим каганом єдиної Караханідської держави. Втім під тиском киданів та внутрішньої опозиції залишив Самарканд, де владу перебрав Махмуд-хан II. Поразка останнього 1137 року від Єшу Даши змусила Ібрагіма II зосередитися на захисті власних володінь.
1141 року Єлу Даши завдав поразки сельджуко-караханідському війську в битві на Катванській рівнині. В результаті Західнокараханідське військо визнало зверхність киданів. Там було поставлено залежного хана. Невдовзі Ібрагім II також визнав зверхність Єлу Даши. Останній того ж року спровокував розкол в Східнокараханідській державі, де владу в Узкенді захопив родич Хусейн Тогрул-Карахан. Натомість надав Ібрагімові II титул ілек-туркмен (очільник тюрок).
Відомо про наступні роки панування як мирні. Цьому сприяла смерть Єлу Даши 1143 року й регентство ханши Табуян до 1150 року. 1156 року допоміг гурхану Єлу Їлі придушити заколот карлуків на чолі із Аяр-беком в Західнокараханідському ханстві. Ібрагім II Богра-хан помер того ж року. Йому спадкував син Мухаммад III Богра-хан.